# Isotoma manitobae
Isotoma manitobae är en urinsektsart som beskrevs av Fjellberg 1978. Isotoma manitobae ingår i släktet Isotoma och familjen Isotomidae. Inga underarter finns listade i Catalogue of Life.